# هانس فري
هانس فري (بالإنجليزية: Hans Wilhelm Frei)‏ هو عالم عقيدة أمريكي، ولد في 29 أبريل 1922 في فروتسواف في بولندا، وتوفي في 12 سبتمبر 1988.